# Richard Acke

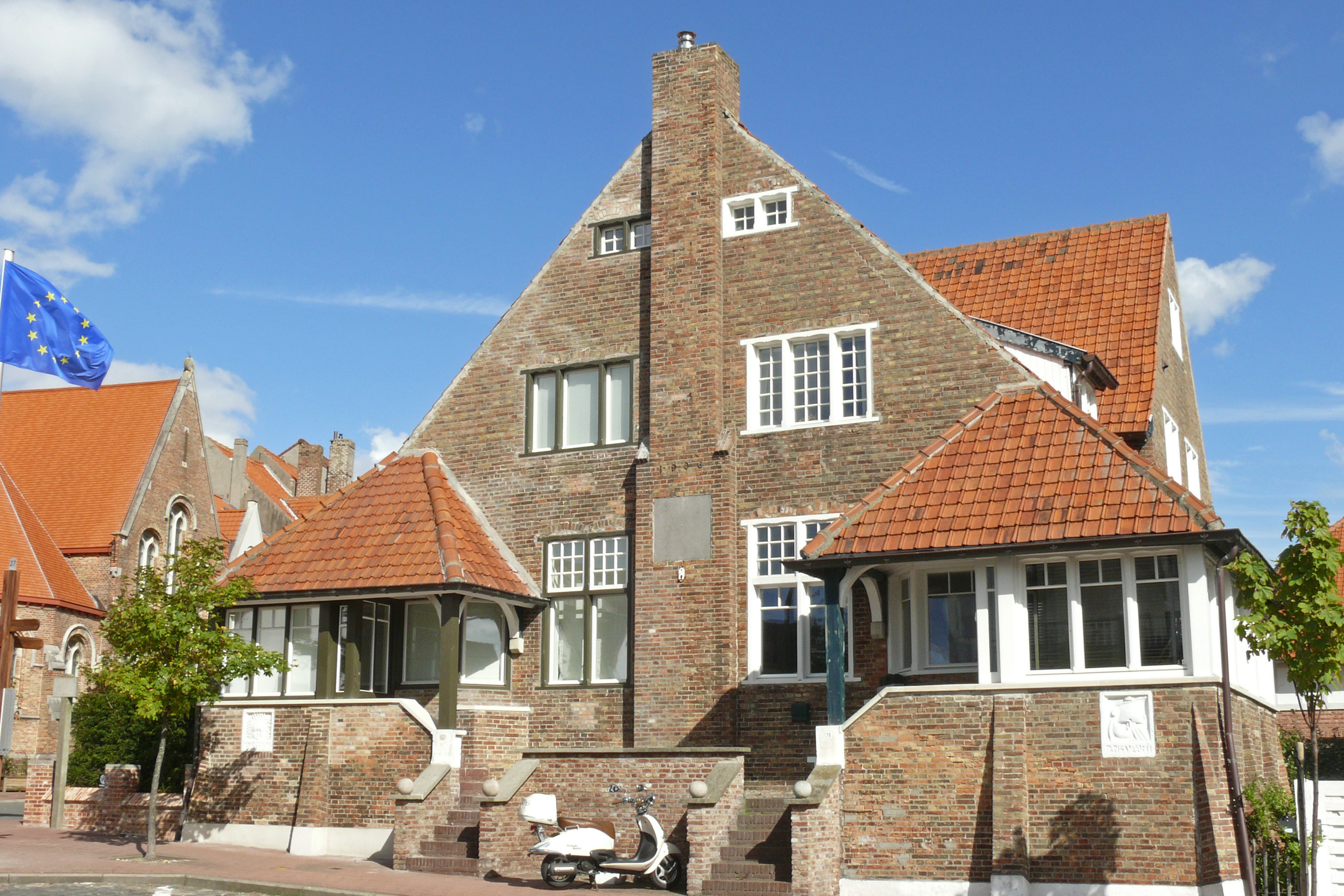
"De Welvaart" en "'t Zonneke" in Knokke

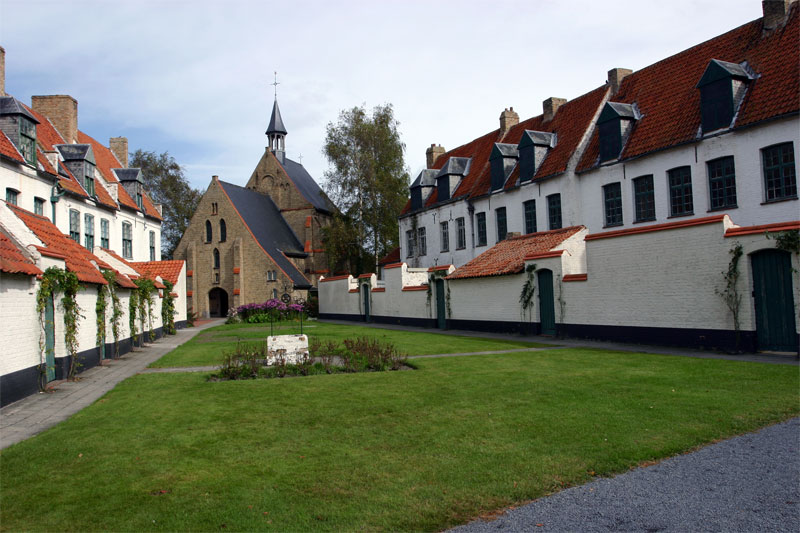
Begijnhof in Diksmuide

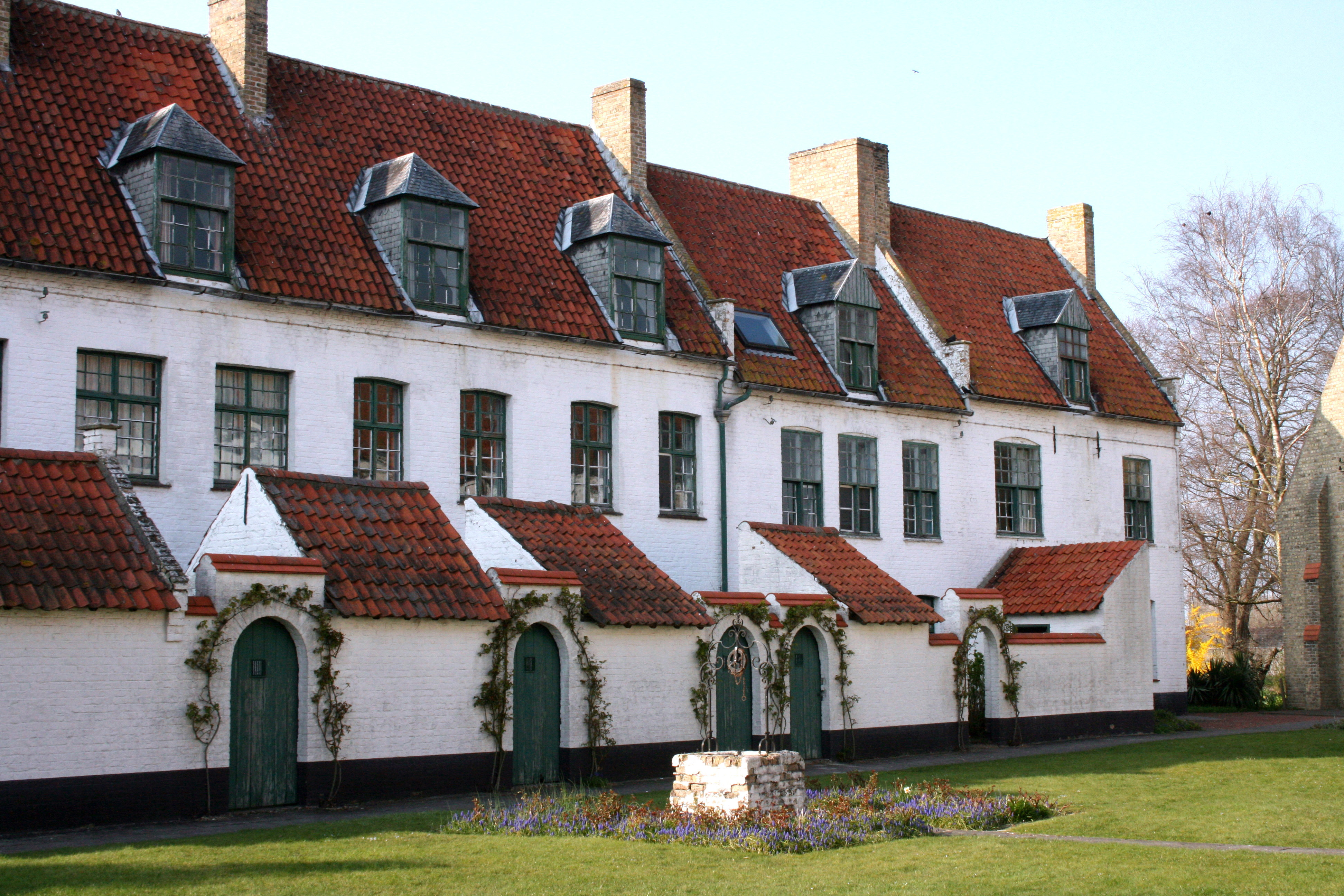
Begijnhof in Diksmuide

Richard Acke (Kortrijk, 5 januari 1873 – 17 januari 1934) was een Vlaams architect en graficus die vooral actief was in en rond zijn geboortestad Kortrijk.

## Loopbaan
Richard Acke groeide op in het gezin van een schrijnwerker-timmerman. Hij kreeg zijn eerste opleiding als schilder aan de Koninklijke Academie voor Schone Kunsten van Kortrijk. Wellicht onder invloed van het kunstenaarsmilieu van de Kortrijkse Kunstgilde legde Acke zich toe op de toegepaste kunsten en de architectuur.
Richard Acke bracht een sobere, eigentijdse regionale architectuur tot stand. Hij liet zich hierbij inspireren door de Engelse Arts & Crafts en het rationalisme van Hendrik Petrus Berlage.
Richard Ackes eigen architecturale activiteit nam een aanvang in de eerste jaren van de 20e eeuw, met als bekendste realisatie het Vlaams Huis in 1910-1913 (Groeningestraat, Kortrijk). Na de Eerste Wereldoorlog nam Acke regelmatig deel aan ontwerpwedstrijden voor goedkope woningen en meubels, zonder dat deze ontwerpen echter daadwerkelijk gerealiseerd werden.
Dankzij contacten met Raphaël Verwilghen, hoofd van de Bouwdienst van de Dienst der Verwoeste Gewesten, kreeg hij tijdens de wederopbouw een aantal opdrachten die ook werden uitgevoerd zoals een aantal hoeves en het Begijnhof van Diksmuide (1923-1933) in samenwerking met Jozef en Luc Viérin. In opdracht van de Dienst der Verwoeste Gewesten ontwierp Acke ook types semipermanente woningen.
Acke droeg ook bij tot het ontwikkelen van gestandaardiseerde ramen en deuren en tot het zoeken naar goedkopere technieken dan baksteen om woningen op te trekken, zoals leemmortel, telkens in opdracht van de Dienst der Verwoeste Gewesten. Begin jaren 1920 leverde hij enkele belangrijke bijdragen aan de wederopbouw en experimenteerde hij met nieuwe bouwtechnieken. Zo werkte hij samen met Jozef Viérin aan de wederopbouw van het begijnhof van Diksmuide.
Op latere leeftijd gaf hij onder meer kunstboeken uit en was hij actief als grafisch ontwerper. Hij maakte bijvoorbeeld een boekbandontwerp voor het boek De Vlaschaard voor uitgeverij L.J. Veen.

## Trivia
Richard Acke was de broer van Victor Acke, die grote bekendheid verwierf als meubelontwerper.

## Belangrijke realisaties
- Cinema Den Gouden Lanteern, Kortrijk
- Modernistisch hoekhuis, apotheek en drogisterij, Wervik
- Villa 't Zonneke, Knokke
- Villa in Nieuwe Zakelijkheid-stijl, Kortrijk
- Begijnhof, Diksmuide
- Diverse burgerwoningen, Kortrijk
- Vlaams Huis, Kortrijk (beschermd monument)
- Tuinwijk Meiboomkwartier, Roeselare